# Tracheops bolteri
Tracheops bolteri är en fjärilsart som beskrevs av George Duryea Hulst 1896. Tracheops bolteri ingår i släktet Tracheops och familjen mätare. Inga underarter finns listade i Catalogue of Life.